# Wojciech Szczęsny Zarzycki
Wojciech Szczęsny Zarzycki (ur. 26 czerwca 1942 w Warszawie) – polski polityk, rolnik i samorządowiec, poseł na Sejm X, I, II, III, IV i VI kadencji.

## Życiorys

### Wykształcenie i praca zawodowa
W 1978 ukończył studia na Akademii Rolniczej we Wrocławiu, a w 1996 studia podyplomowe z prawa rolnego Unii Europejskiej na Uniwersytecie Warszawskim. Od 1971 prowadził gospodarstwo rolne. W 1980 został prezesem kółka rolniczego w Białej-Parceli.
W 1982 objął funkcję prezesa gminnego Krajowego Związku Rolników, Kółek i Organizacji Rolniczych, a w 1994 wszedł do zarządu krajowego KZRKiOR. W 2004 został wiceprezesem związku. W 1996 został członkiem Wojewódzkiej i Krajowej Izby Rolniczej. W 1983 wstąpił do Ochotniczej Straży Pożarnej. Zasiadał w zarządzie wojewódzkim oraz zarządzie głównym Związku Ochotniczych Straży Pożarnych Rzeczypospolitej Polskiej.

### Działalność publiczna
W latach 1973–1982 zasiadał w Gminnej Radzie Narodowej, a od 1984 do 1988 w Wojewódzkiej Radzie Narodowej. Od 1989 do 2005 reprezentował okręgi sieradzkie: nr 87, nr 6, nr 40 i nr 11 w Sejmach X, I, II, III i IV kadencji. W 2004 bez powodzenia kandydował Parlamentu Europejskiego, a w 2005 do Senatu.
Od 1957 do 1975 był członkiem Związku Młodzieży Wiejskiej. Od 1987 należał do Zjednoczonego Stronnictwa Ludowego, następnie do Polskiego Stronnictwa Ludowego. Zasiadał w radzie naczelnej PSL. W 2006 przeszedł do Polskiego Stronnictwa Ludowego „Piast” i jako przedstawiciel tej partii uzyskał mandat radnego sejmiku łódzkiego z listy Prawa i Sprawiedliwości.
W przedterminowych wyborach parlamentarnych w 2007 bez powodzenia kandydował z listy PiS jako przedstawiciel PSL „Piast”. Mandat posła na Sejm VI kadencji objął jednak 24 czerwca 2009 w miejsce Pawła Zalewskiego, który został wybrany do Parlamentu Europejskiego. W 2010 został członkiem PiS.
W wyborach parlamentarnych w 2011 ponownie był kandydatem PiS do Sejmu, nie uzyskał reelekcji.

## Odznaczenia i wyróżnienia
- Krzyż Oficerski Orderu Odrodzenia Polski (2005)[3]
- Krzyż Kawalerski Orderu Odrodzenia Polski (1989)
- Srebrny Krzyż Zasługi (1980)
- Brązowy Krzyż Zasługi (1970)
- Srebrny Medal „Za Zasługi dla Pożarnictwa”
- Medal Wincentego Witosa
- Złota Odznaka „Zasłużony dla Ochrony Przeciwpożarowej”
- Srebrna Odznaka „Zasłużony dla Ochrony Przeciwpożarowej”
- Złoty Znak Związku Ochotniczych Straży Pożarnych Rzeczypospolitej Polskiej
- Srebrny Medal za Zasługi dla Policji
- Odznaka Honorowa „Za Zasługi dla ZMW”

## Życie prywatne
Jest synem Włodzimierza Stefana Zarzyckiego, posła na Sejm w II RP. Żonaty, ma dwoje dzieci.